# Ґрембанін
Ґрембанін (пол. Grębanin, нім. Grembanin) — село в Польщі, у гміні Баранув Кемпінського повіту Великопольського воєводства.
Населення — 819 осіб (2011).
У 1975-1998 роках село належало до Каліського воєводства.

## Демографія
Демографічна структура станом на 31 березня 2011 року:
|          | Загалом | Допрацездатний вік | Працездатний вік | Постпрацездатний вік |
| -------- | ------- | ------------------ | ---------------- | -------------------- |
| Чоловіки | 410     | 87                 | 282              | 41                   |
| Жінки    | 409     | 97                 | 233              | 79                   |
| Разом    | 819     | 184                | 515              | 120                  |